# André Akkari
André Akkari (* 28. Dezember 1974 in São Paulo) ist ein professioneller brasilianischer Pokerspieler. Er gewann 2011 ein Bracelet bei der World Series of Poker.

## Persönliches
Akkari arbeitete in einem Software-Unternehmen, in dem er auf die Erstellung von Flash-Animationen spezialisiert war. Er lebt in São Paulo.

## Pokerkarriere
Als Akkari den Auftrag hatte, ein E-Commerce-Angebot für eine Pokerwebseite zu erstellen, machte er sich mit dem Spiel vertraut und begann um Echtgeld zu spielen. Seitdem hat er auf dem Onlinepokerraum PokerStars unter dem Nickname aakkari mit Turnierpoker mehr als 3,5 Millionen US-Dollar gewonnen und ist Teil des Team PokerStars.
Seine erste Geldplatzierung bei einem Live-Turnier erzielte Akkari Anfang August 2006 im Hotel Bellagio am Las Vegas Strip. Im Januar 2008 kam er beim Main Event der European Poker Tour (EPT) ins Geld und belegte beim PokerStars Caribbean Adventure (PCA) auf den Bahamas den 97. Platz für 16.000 US-Dollar Preisgeld. Im Juni 2008 war Akkari erstmals bei der World Series of Poker (WSOP) im Rio All-Suite Hotel and Casino am Las Vegas Strip erfolgreich und erreichte zweimal die Geldränge. Bei der WSOP 2011 gewann er ein Turnier in der Variante No Limit Hold’em und erhielt dafür ein Bracelet sowie eine Siegprämie in Höhe von über 675.000 US-Dollar. Anfang 2015 erreichte Akkari beim High-Roller-Event des PCA den 16. Platz für ein Preisgeld von knapp 80.000 US-Dollar. Ende August 2017 belegte er beim Main Event der PokerStars Championship in Barcelona den fünften Platz und erhielt ein Preisgeld von über 300.000 Euro. Ebenfalls in Barcelona wurde der Brasilianer Anfang September 2023 Fünfter beim EPT-Main-Event und sicherte sich knapp 400.000 Euro.
Insgesamt hat sich Akkari mit Poker bei Live-Turnieren mehr als 3,5 Millionen US-Dollar erspielt. Zudem arbeitet er bei verschiedenen Pokershows des Fernsehsenders ESPN Brazil als Experte. Von April bis November 2016 fungierte Akkari als Manager der Sao Paulo Mets in der Global Poker League und kam mit seinem Team bis in die Playoffs.